# Paz Fernández Felgueroso
Paz Fernández Felgueroso (San Sebastián, Guipúzcoa, 28 de septiembre de 1937) es una política y abogada española. Es miembro del PSOE y fue alcaldesa de Gijón desde 1999 hasta 2011, después de desempeñar numerosos cargos a nivel estatal y regional a lo largo de los años ochenta y noventa.

## Biografía
Paz Fernández Felgueroso nació en septiembre de 1937 en el barrio del Gros de San Sebastián, en plena Guerra Civil. Su familia se ubicaba ahí buscando la seguridad de una zona ya conquistada por el bando franquista y la protección del consulado cubano para el norte de España.Poco después, su familia se trasladó a Cuba y una vez finalizada la Guerra Civil regresó a Asturias. De familia acomodada,su abuelo era Secundino Felgueroso, uno de los hermanos Felgueroso, propietarios de Mina La Camocha (Gijón).Vivían en una casa del barrio de El Bibio.
Fernández Felgueroso estudió en el Colegio de la Asunción, y posteriormente asistencia social en Gijón (licenciada en 1963) y Derecho en la Universidad de Oviedo (licenciada en 1973). Entre 1965 y 1967 fue profesora en la Escuela de Asistentes Sociales de Gijón. Formó parte de la Junta de Protección de Menores de Gijón en el periodo 1964-1968. Fue presidenta de la Asociación Profesional de Asistentes Sociales de Asturias (1965-1968) y posteriormente de la misma asociación nacional entre 1969 y 1971. Su marcada trayectoria feminista se inició en 1974 con la creación de la Asociación Feminista Democrática Asturiana.
Abrió un despacho como abogada, algo inédito para la época, en el entorno de la plaza de San Miguel.

### Actividad política inicial (1975-1999)
Su militancia política comenzó en 1975 en el Partido Socialista Popular, siendo su secretaria general en Asturias.Concurrió en las listas al Congreso de dicha formación en las elecciones generales de 1977 y no salió elegida.En 1978 el PSP se integró en el PSOE. Entre 1979 y 1982 Felgueroso desempeñó su primer cargo público como directora general de Bienestar Social y Medio Ambiente del Consejo Regional de Asturias (antecesor del Gobierno de Asturias).
Entre 1983 y 1987 dio un salto al ámbito nacional, donde fue miembro del consejo de administración de Telefónica, secretaria de general de Comunicaciones y presidenta de la sección asturiana de la Caja Postal de Ahorros.
De cara a las elecciones al parlamento asturiano de 1987 Felgueroso concurrió por la Circunscripción central y resultó elegida diputada durante la II Legislatura. En julio de ese mismo año Felgueroso fue nombrada consejera de Industria, Comercio y Turismo del Gobierno de Asturias, en el segundo gabinete presidido por Pedro de Silva. Fue también presidenta del Instituto de Fomento Regional.Abandonaría estos cargos en julio de 1991.
En las elecciones a la Junta General de 1991 revalidó su escaño.Renunció al mismo en diciembre de 1993, puesto que fue nombrada secretaría de estado de Asuntos Penitenciarios durante el último gobierno de Felipe González (1993-1996).
Tras su último paso por la política nacional volvió a Gijón en calidad de abogada hasta 1999.

### Alcaldesa de Gijón (1999-2011)
De cara a las elecciones municipales de junio de 1999 el entonces alcalde de Gijón, Vicente Álvarez Areces, optó por ser candidato a la presidencia del Gobierno de Asturias.Como sustitución se eligió a Paz Fernández Felgueroso. El PSOE consiguió 16 de los 27 concejales que conforman el Ayuntamiento de Gijón, mejorando sus resultados en cuatro ediles. Teniendo mayoría absoluta, fue nombrada alcaldesa de Gijón el 3 de julio de 1999.
Revalidó su mandato en las elecciones de 2003 y 2007, teniendo 13 concejales en ambas corporaciones. Continuaría en el cargo hasta junio de 2011.En los doce años que estuvo al frente del Ayuntamiento el concejo de Gijón experimentó un intenso programa de reformas urbanas, teniendo una dinámica similar a la iniciada por el entonces presidente del Principado Vicente Álvarez Areces. En un contexto de reindustrialización, Gijón apostó por el turismo y el sector servicios. En el sector económico se inauguró el Parque Científico Tecnológico de Gijón en 1999 y en el ámbito cultural y turístico se abrió el Jardín Botánico Atlántico (2003), el Acuario (2006) y se proyectó Tabacalera.Se llevaron a cabo actuaciones urbanísticas de gran calado, como el inicio del Plan de Vías o los planes de acondicionamiento del río Piles,que darían lugar al Parque Fluvial de Viesques y a la creación del "anillo verde".
Durante sus mandatos, en un contexto de boom inmobiliario, se tramitaron dos Planes Generales de Ordenación, ambos tumbados por la justicia.
Bajo supervisión del Gobierno de Asturias se reformó la Universidad Laboral (aprox. 2007) y comenzó la construcción del polígono de la ZALIA en 2010. A cargo del Ministerio de Fomento se inició la construcción del metrotrén en 2003 y se amplió el puerto de El Musel, proyecto que comprometió la construcción del vial de Jove.
El 19 de julio de 2010, anunció que no se presentaría a la reelección en las elecciones municipales de mayo de 2011, después de tres legislaturas al frente de la alcaldía de Gijón. Tras esta decisión, el PSOE de Gijón designó a Santiago Martínez Argüelles como candidato a la alcaldía de Gijón y, a pesar de ser partido más votado, pierde la alcaldía ante Carmen Moriyón, sucesora de Felgueroso.

### Actividad posterior (desde 2011)
En agosto de 2012 fue nombrada presidenta del Consejo de Comunidades Asturianas.Se mantuvo en el cargo hasta febrero de 2020, cuando la sustituye su hermana María Antonia.

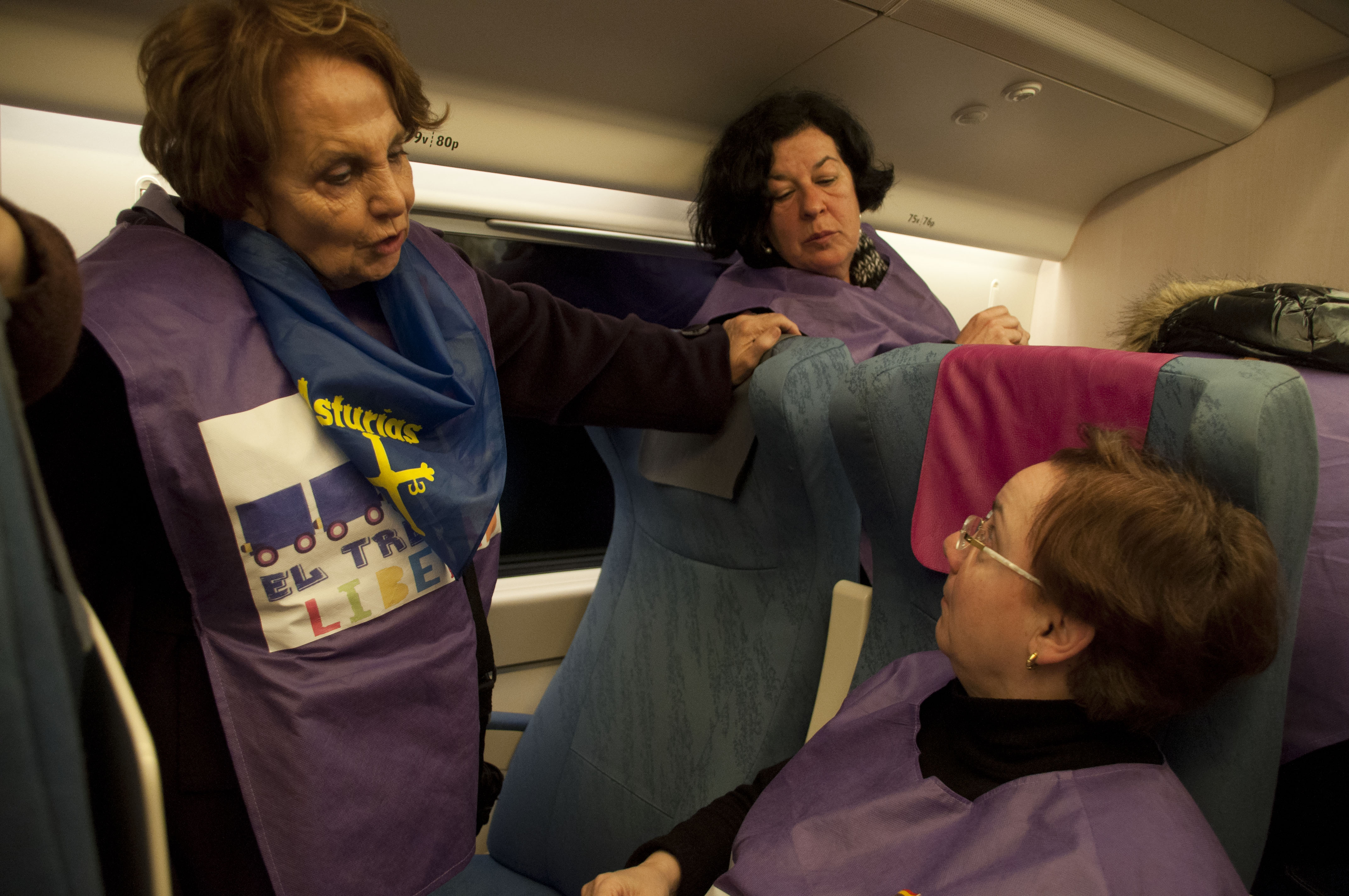
Paz Fernández Felgueroso y Begoña Piñero. 1 de febrero de 2014. Marcha de El tren de la libertad.

El 1 de febrero de 2014 participó en la marcha El tren de la Libertad en contra del intento de reforma del aborto en España impulsada por el entonces ministro de justicia Ruiz-Gallardón. 
En las elecciones municipales de 2023 fue incluida de manera simbólica en las listas electorales del candidato del PSOE Luis Manuel Flórez «Floro».

## Vida personal
Se casó con Daniel Palacio (1923-1997), farmacéutico y exconcejal falangista de buena reputación local, y tuvieron 4 hijos. Es amiga de la infancia de Margarita Salas (1938-2019).Es hermana de María Antonia Fernández Felgueroso, política asturiana del PSOE.La ideología progresista de las hermanas contrastaba con el carácter conservador de su familia.Su otro hermano, José Manuel Fernández, accedió a la presidencia de HUNOSA gracias a sus vínculos con UCD y un primo segundo suyo, Luis Cueto-Felgueroso, fue alcalde de Gijón entre 1970 y 1978.